# セラフィーノ・デ・ティヴォリ
セラフィーノ・デ・ティヴォリ（Serafino De Tivoli,,1825年2月22日 – 1892年11月1日）はイタリアの画家である。イタリアの風景画家のグループ、マッキア派のメンバーの一人である。

## 略歴
トスカーナのリヴォルノで生まれた。1836年に家族とフィレンツェに移り、フィレンツェで学び、1838年ころから、フィレンチェで活動していたハンガリー生まれの画家、マルコー・カーロイから絵を学んだ。マルコー・カーロイは新古典派のスタイルの画家であった。
1848年から1849年の第一次イタリア独立戦争にシルヴェストロ・レーガ(1826-1895)やジュゼッペ・バンディ(Giuseppe Bandi: 1834-1894)、アンジェロ・トリッカ(Angiolo Tricca: 1817-1884)といった画家仲間とともにジュゼッペ・ガリバルディの軍に義勇兵として加わり、ロンバルディアのクルタトーネやローマで戦った。
軍務を離れて、フィレンツェに戻った後、フィレンツェの芸術家たちのたまり場であった「カッフェ・ミケランジョロ」に常に出入りするようになり、1850年代半ばにこのカフェで議論した芸術家たちから「マッキア派」が形成されることになった.。
フランスのバルビゾン派に影響されて、弟のフェリス・デ・ティヴォリやフランチェスコ・サヴェリオ・アルタムーラ(1822-1897)、ロレンツォ・ジェラーティ(1824-1895)、カルロ・アデモロ(1824-1911)、マルコー・カーロイ・イル・ジョヴァンニ(1822-1891)、アレサンドロ・ラ・ヴォルペ(Alessandro La Volpe:1820–1887)といった画家たちとともに、トスカーナの村、スタッジャ(Staggia Senese)で風景を描いた「スタッジャ派(Scuola di Staggia)」の画家の一人ともされる。
1940年代末からフィレンツェの美術振興協会(Società Promotrice di Belle Arti)の展覧会に風景画を出展した。
1855年にアルタムーラやドメニコ・モレリらと万国博覧会を見るためにパリを訪れ、ギュスターヴ・クールベの作品やバルビゾン派の作品を研究し、フランスの画家たちのスタジオを訪れた。
マッキア派の中で、写実主義を信奉した画家、テレマコ・シニョリーニと対立し、1862年のロンドン万国博覧会開催時にロンドンを訪れ、弟のフェリス・デ・ティヴォリが1859年から活動していたロンドンででイギリスの富裕層向けに風景画を描いて人気を得た。1873年にはパリに滞在し、印象派の画家たちがが集まったカフェ・ゲルボワに出入りし、印象派の画家の影響も受けた。
晩年は人気を失い、フィレンツェで亡くなった。

## 作品

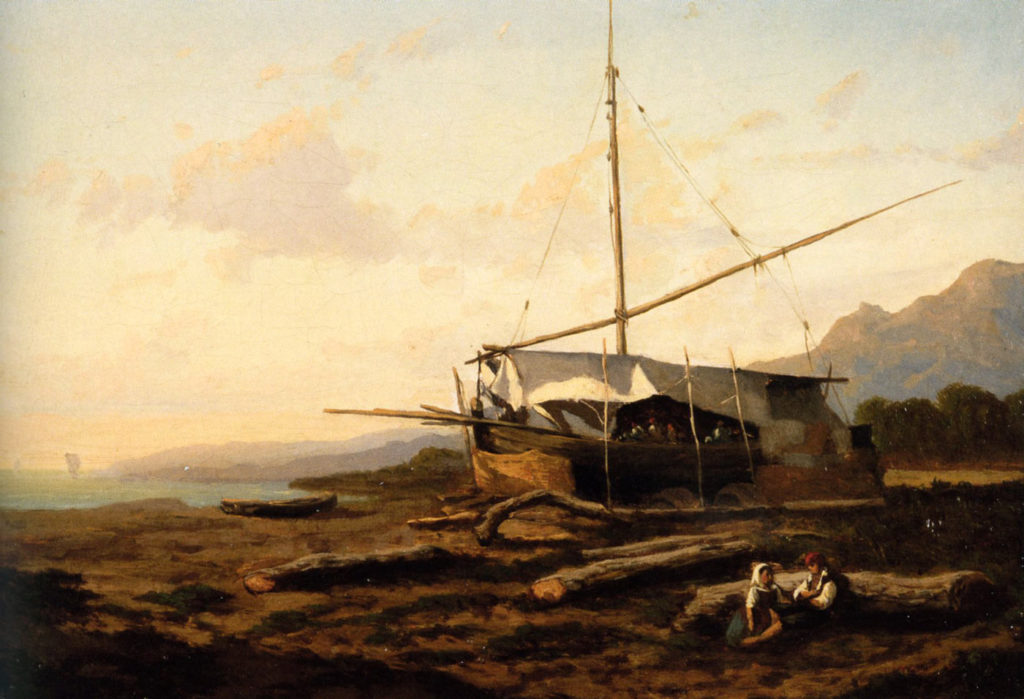
漁師と港 (1858)
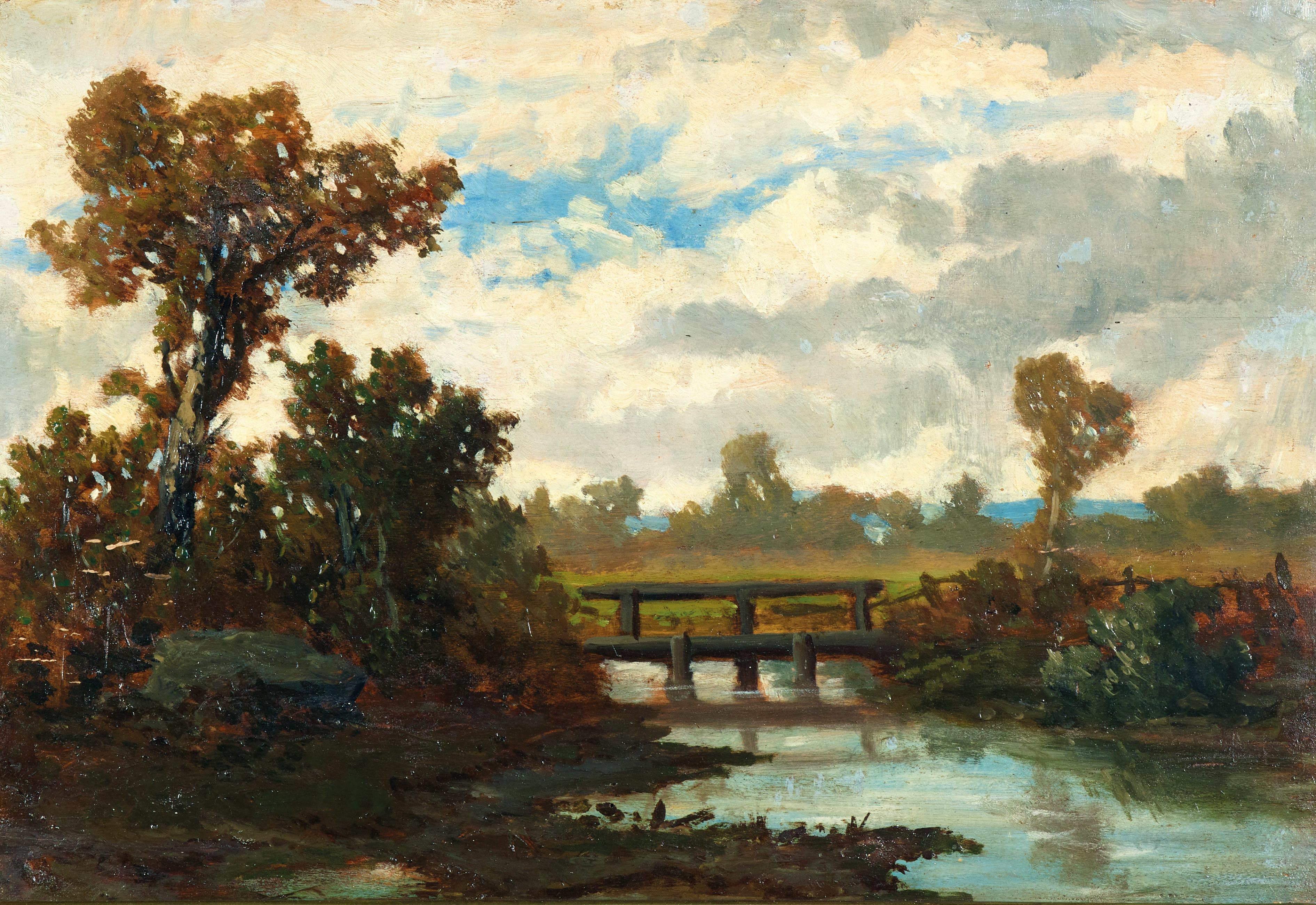
木の橋
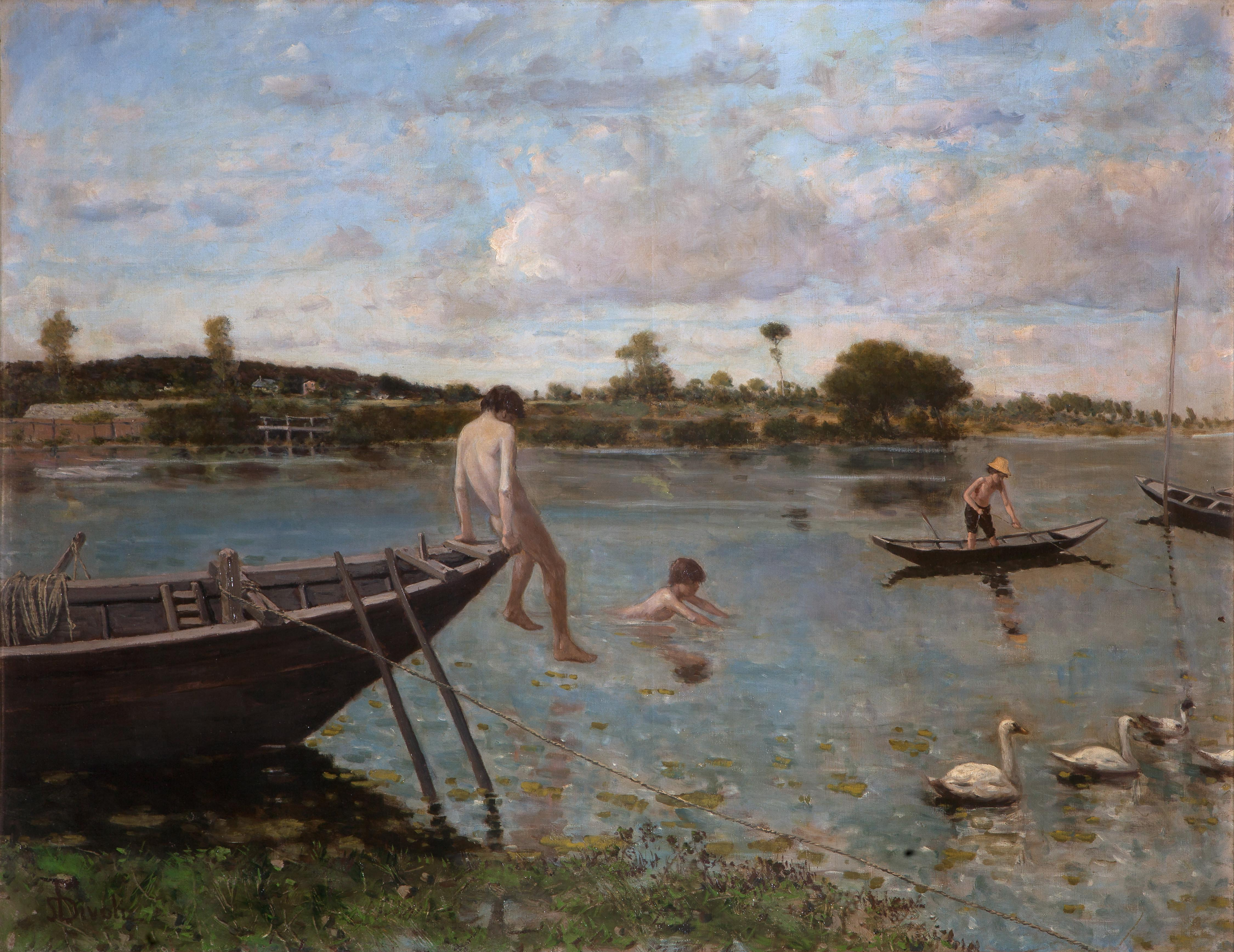
ブージヴァルの堤(1878/1889)
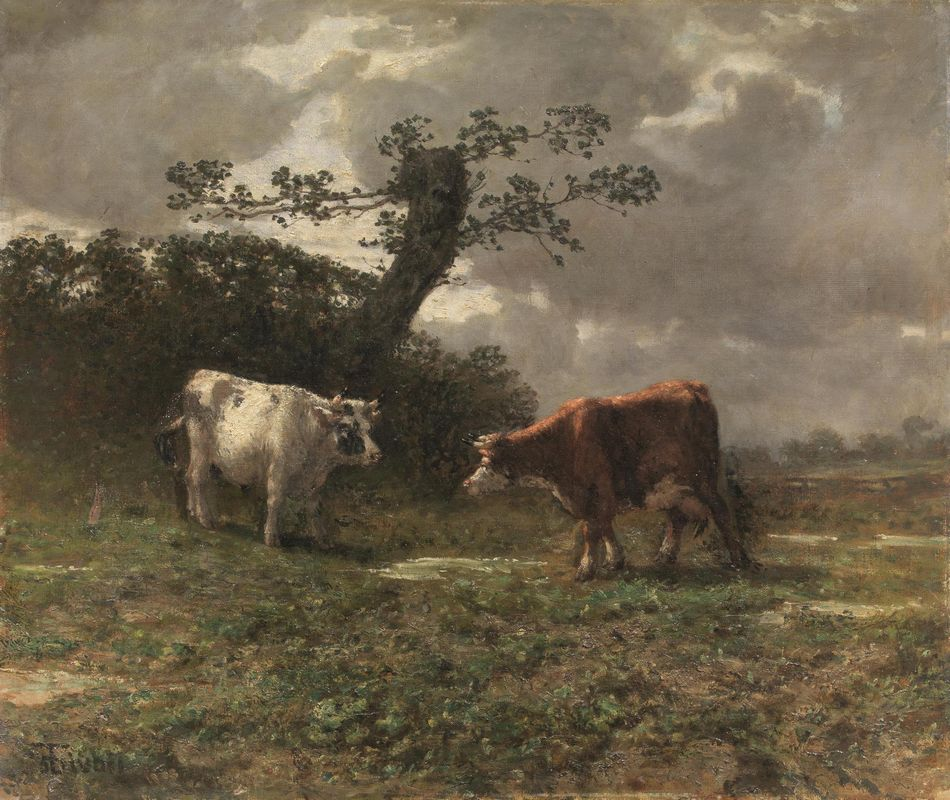
田舎の風景